# 亚历杭德罗·阿里瓦斯
亚历杭德罗·阿里瓦斯（西班牙語：Alejandro Arribas；1989年5月1日—）是一位西班牙足球運動員。在場上的位置是中後衛。現效力於墨西哥足球超級聯賽球隊Juárez。